# アンドレア・ボシック
アンドレア・ボシック（Andrea Bosic、1919年8月15日 - 2012年1月8日）は、旧ユーゴスラヴィア、 スロベニア出身のイタリアの俳優、映画俳優。アンドレ・ボシック（Andre Bosic）とクレジットされたり、アンドリュー・ボシック（Andrew Bosic）の変名を使用することもある。
1951年から1985年の間に52本の映画に出演し、主にスパゲッティウエスタンと呼ばれる映画に出演しました。 彼はジョン・フィリップ・ロー、ジュリアーノ・ジェマ、リー・ヴァン・クリーフ、イヴァン・ラッシモフなどの俳優と共演した。
現在スロベニアのマリボル郊外にあるゴミルシュコでイグナツィオ・アンドレイ・ボジッチとして生まれた。

## 人物
俳優としての特徴
ユーゴスラヴィア（現在のスロベニア）、サビンジャ地方内のシュタイエルスカ地方のゴミルスコ出身。1950年代に活躍し、顔が似ていることからイタリアのチャールトン・ヘストンと二階堂卓也が『マカロニアクション大全』（2000年、洋泉社）で書いている。マカロニ・ウエスタンでは権力者的な悪役が多く、『荒野の無頼漢』（1970年）の武器商人、『怒りの荒野』（1967年）の主人公をいじめる酒場の主人役で知られる。
印象的な仕事
前述のマカロニウエスタンには数多く出演し、善悪問わず色々演じたが、どれも紋切り型の役どころだった。イタリアで撮影された合作映画にも進出し、ロック・ハドスンとシルヴァ・コシナが共演したフィル・カールスン監督の戦争物『要塞』（1970年）等がある。
ウンベルト・レンツィ監督の第二次大戦物『ザ・ビッグバトル（巨大なる戦線）』（1978年/未/ビデオ/TV放映）では高名なギリシャ悲劇の名優役だが、パルチザンの一味だった為に処刑される役所がある。この時の独軍の司令官を演じたのがハリウッド俳優のステーシー・キーチで、涙を飲んでの芝居が印象的だった。他にはヘンリー・フォンダ、ジュリアーノ・ジェンマ、ジョン・ヒューストン、ヘルムート・バーガー、レイモンド・ラヴロック、サマンサ・エッガー、エドウィージュ・フェネシュ等豪華な顔触れが脇を固めている。

## 出演作品
- 『ユリシーズ』（1954年）
- 『逆襲!大平原』（1961年）セルジオ・コルブッチ監督
- 『サンドカン総攻撃』（1963年）
- 『ビザンチン大襲撃』（1966年）
- 『さいはての用心棒』（1966年）カルヴィン・ジャクスン・パジェット（ジヨルジオ・フェローニ）監督
- 『南から来た用心棒』（1966年）ミケーレ・ルーポ監督
- 『エル・グレコ』（1966年、日本未公開）
- 『情無用のならず者』（1967年）ヌンツォ・マラソンマ監督
- 『西部の無頼人』（1967年/TV放映）
- 『殺し屋32口径』（1967年/未/dvd）
- 『暴力の日々』（1967年/未ソフト化）アル・ブラッドレイ（アルフォンソ・ブレスチア）監督
- 『怒りの荒野』（1967年）トニーノ・ヴァレリイ監督
- 『ドルの両面』（1967年、未ソフト化）
- 『黄金の眼』（1968年）マリオ・バーヴァ監督
- 『地獄のプラトーン（ドイツ奇襲作戦）』（1969年/未/ビデオ/TV放映）
- 『要塞』（1970年）フィル・カールスン監督
- 『荒野の無頼漢』（1971年）
- 『ザ・ビッグバトル（巨大なる戦線）』（1978年/未/ビデオ/TV放映）
- 『マンハッタンベイビー』（1982年/未/ビデオ）ルチオ・フルチ監督

| スタブアイコン | サブスタブ | この項目は、まだ閲覧者の調べものの参照としては役立たない、俳優（男優・女優）に関連した書きかけの項目です。この項目を加筆・訂正などしてくださる協力者を求めています（P:映画/PJ芸能人）。 |